# Lower Brule
Lower Brule és una concentració de població designada pel cens dels Estats Units a l'estat de Dakota del Sud. Segons el cens del 2000 tenia 599 habitants.

## Demografia
Segons el cens del 2000, Lower Brule tenia 599 habitants, 165 habitatges, i 114 famílies. La densitat de població era de 642,4 habitants per km².
Dels 165 habitatges en un 46,7% hi vivien nens de menys de 18 anys, en un 21,2% hi vivien parelles casades, en un 34,5% dones solteres, i en un 30,9% no eren unitats familiars. En el 24,8% dels habitatges hi vivien persones soles el 6,1% de les quals corresponia a persones de 65 anys o més que vivien soles. El nombre mitjà de persones vivint en cada habitatge era de 3,6 i el nombre mitjà de persones que vivien en cada família era de 4,3.
Per edats la població es repartia de la següent manera: un 44,2% tenia menys de 18 anys, un 9,8% entre 18 i 24, un 27,9% entre 25 i 44, un 13,9% de 45 a 60 i un 4,2% 65 anys o més.
L'edat mediana era de 23 anys. Per cada 100 dones de 18 o més anys hi havia 96,5 homes.
La renda mediana per habitatge era de 18.750 $ i la renda mediana per família de 16.250 $. Els homes tenien una renda mediana de 18.281 $ mentre que les dones 19.107 $. La renda per capita de la població era de 6.591 $. Entorn del 50,9% de les famílies i el 51,9% de la població estaven per davall del llindar de pobresa.

## Poblacions més properes
El següent diagrama mostra les poblacions més properes.